# Курвиметар
Курвиметар је механичка направа за мјерење дужина кривих линија на мапама. Назив долази од латинског curvus (крива линија). Дијелови су точкић са пријеносним механизмом, скала и казаљка. Може да има неколико скала са разним размјерама, нпр. 1:25000, 1:50000 и тако даље. 
Прије употребе справа се доведе на ознаку 0. Точкић се затим води по кривој линији чија се дужина жели измјерити, а на скали се потом очита дужина пута. 